# Baltoslaviske sprog
Den Balto-slaviske sproggruppe består af de baltiske og slaviske sprog, der tilhører den indoeuropæiske sprogfamilie. Baltiske og slaviske sprog har flere sproglige træk, der ikke findes i nogen andre indoeuropæiske sprog og antyder en periode med fælles udvikling, men der er en løbende debat om karakteren af dette forhold. Nogle sprogforskere hævder, at de har en fælles rod, mens andre forklarer lighederne med længerevarende sproglig kontakt.
Et hypotetisk Proto-Balto-slavisk sprog kan rekonstrueres med udgangspunkt i Proto-Indo-europæisk ved hjælp af veldefinerede lydlove, og hvorfra moderne slaviske og baltiske sprog nedstammer. En særligt innovativ dialekt der skilte sig ud fra Balto-slaviske dialekt blev grundlaget for Proto-slaviske sprog, hvorfra alle andre slaviske sprog nedstammer.

## Historisk uenighed
Karakteren af forholdet mellem de Balto-slaviske sprog har været genstand for megen diskussion helt fra starten af den indo-europæiske historiske spogforskning. Selvom lighederne mellem de to sproggrupper ofte er indlysende, forklarer nogle sprogforskere dem som følge af sprogkontakt og dialektale nærhed i den Proto-Indo-europæisk periode og afviser en fælles rod.
Baltiske og slaviske sprog har tættere ligheder fonologisk, leksikografisk, morfologisk og accentologiske end nogen andre sproggrupper i den indoeuropæiske sprogfamilie. Den markante tidlige indo-proeuropæiske sprogforsker August Schleicher (1861) foreslog en enkel løsning: Fra Proto-Indoeuropæisk opstod Proto-Balto-slavisk som udviklede sig til Proto-baltisk og Proto-Slavisk. Den lettiske sprogforsker Jānis Endzelīns mente imidlertid, at eventuelle ligheder mellem baltiske og slaviske sprog havde udviklet sig som resultat af intensiv sproglig kontakt, dvs. at de ikke var havde fælles ophav, og at der ikke var noget fælles Proto-Balto-slaviske sprog. Den kendte franske Indoeuropæiske sprogforsker, Antoine Meillet talte, (1905, 1908, 1922, 1925, 1934), som reaktion på Schleichers forenklede teori, for en opfattelse at alle ligheder mellem de baltiske og slaviske sprog opstod ved en tilfældighed ved en uafhængige parallel udvikling, og at der ikke eksisterede Proto-Balto-slavisk sprog. Til gengæld foreslår den polske sprogforsker, Rozwadowski, at lighederne mellem baltiske og slaviske sprog er et resultat af ikke blot fælles ophav, men også en følge af senere sprog kontakt. Thomas Olander bestyrker påstanden om et fælles ophav gennem sin forskning den Balto-slaviske accentologi.
Selv om nogle sprogforskere endnu ikke accepterer det genetiske forhold, er den fremherskende videnskabelige opfattelse, at der er meget lidt tvivl om, at baltiske og slaviske sprog oplevede en periode med fælles udvikling. For eksempel slår Beekes (1995: 22) udtrykkeliget fast, at "de baltiske og slaviske sprog var oprindeligt ét sprog, og således danner en gruppe" Gray og Atkinsons (2003) anvendelse af sprogtræs divergens analyse understøtter en genetisk sammenhæng mellem de baltiske og slaviske sprog og daterede opdelingen af familien til omkring år 1400 f.Kr. At dette var fundet ved hjælp af en meget anderledes metode end andre studier skaber tiltro til forbindelserne mellem de to sproggrupper.

## Moderne fortolkning
Traditionelt bliver de Balto-slaviske sprog opdelt i en baltisk og slavisk gren. Imidlertid blev en anden opdeling foreslået i 1960'erne af Vyacheslav Ivanov og Vladimir Toporov: at det Balto-slaviske proto-sprog fra starten splittedes op i vestbaltisk, østbaltisk og proto-slavisk. Således var Ivanov og Toporov de første til at sætte spørgsmålstegn ved ikke kun Balto-slaviske sammenhæng, men også de baltiske sprogs fælles udvikling. I følge deres teori er Proto-slavisk en perifer og innovativ Balto-slavisk dialekt, der pludselig ekspanderede på grund af sammenfaldende historiske omstændigheder, og effektivt slettede alle andre Balto-slaviske dialekter, undtaget i de marginale områder, hvor litauisk, lettisk og gammelpreussisk havde udviklet sig. Navneforskning viser at baltiske sprog engang blev talt i meget større område end de dækker i dag, hele vejen til Moskva, og senere blev erstattet af slavisk.
Ivanov-Toporov modellen understøttes af den nyeste forskning af gammelpreussisk som den eneste veldokumenterede repræsentant for den vestbaltisk gren. Modellen understøttes også af arkæologiske beviser og andre historiske indikationer. Vest- og østbalterne havde været adskilt fra slaverne af goterne. Før bruddet var der en slags dialekt kontinuum, hvor der i udkanten eksisterede en innovativ dialekt, der var ophav til Proto-slavisk.
Denne model understøttes også af glottokronologiske undersøgelser foretaget af V. V. Kromer.
Den pludselige ekspension af det område, hvor Proto-slavisk blev talt i 500 og 600-tallet (omkring år 600 blev der talt Proto-slavisk uden påviselig dialektale forskellet fra Thessaloniki i Grækenland til Novgorod i Rusland) er ifølge nogle forbundet med hypotesen, at Proto-slavisk i virkeligheden var et koinésprog i Avar staten, dvs administrationens og militærherredømmets sprog i Avar-khanatet i Østeuropa. Det er velkendt fra historiske kilder, at slaverne og avarerne i fællesskab angreb Det Byzantinske Rige og belejrede Konstantinopel. Ifølge denne fortolkning, var avarerne et tyndt lag af militært aristokrati i den pågældende alliance, mens slaverne var en militær kaste (dvs. ikke en nation eller etnicitet i egentlig forstand af ordet). Da sproget først var standardiseret udviklede det sig fra et lokalsprog og blev lingua franca i Avar staten. Dette kan forklare, hvordan Proto-slaviske bredte sig til Balkan og områder i Donau-bækkenet, og kan også forklare, hvorfor avarerne blev assimileret så hurtigt og næsten ikke har efterladt sig sproglige spor, og at proto-slaviske var så usædvanligt ensartet. Imidlertid forklarer teorien ikke hvordan slavisk spredte sig til Østeuropa, et område, som ikke havde nogen historisk tilknytning til Avar khanatet.
At pludselige ekspansion af Proto-slaviske slettede de fleste af idiomer af det Balto-slaviske dialekt kontinuum, hvilket efterlod os i dag med kun tre grene: østbaltisk, vestbaltisk og slavisk. Adskillelsen af de Balto-slaviske dialekter fra det oprindelige Proto-slavisk er anlagt på grundlag af arkæologiske og glottokronologiske kriterier til at have fundet sted engang i perioden 1500-1000 f.Kr..